# Mohamed Abou Gabal
Mohamed Abou Gabal (tiếng Ả Rập: محمد أبو جبل; sinh ngày 29 tháng 1 năm 1989) là một cầu thủ bóng đá người Ai Cập hiện tại thi đấu ở vị trí thủ môn 
cho  National Bank of Egypt và đội tuyển Ai Cập.

## Danh hiệu
ENPPI
- Cúp bóng đá Ai Cập: 2010–11

Zamalek SC
- Giải bóng đá ngoại hạng Ai Cập: 2014–15
- Cúp bóng đá Ai Cập (3): 2012–13, 2013–14, 2014–15